# 1958年利圖亞灣地震與大海嘯
1958年利圖亞灣地震（有時譯為利陶亞灣地震）是一場發生在1958年7月9日晚間 22:15:58 、震央位於美國阿拉斯加利圖亞灣、規模達矩震級8.3级的大地震。引發該地震的夏落蒂皇后轉形斷層費委德段同時造成山崩，造成超過3000萬立方公尺（重約9億公噸）的岩石和冰塊落入利圖亞灣。由於利圖亞灣為較封閉海域，海水嚴重移位而難以流散，造成溯上高度達524公尺的海嘯，是人類有史以來溯上高度最高的大海嘯。此次地震及海嘯顛覆了海洋學學家既往的認知，並改寫了地震學和地形學的許多理論。
根據2010年對本次地震的重新研究，科學家在檢視利圖亞灣周遭地形、海嘯的能量及高度後，認為造成此次落石如此巨量的主要原因是出現了「雙重地滑」（英語：Dual Slide）現象：地震造成的初期地滑啟動了鄰近的利圖亞冰河，造成冰河崩潰，引發相當於原滑移量5到10倍的冰河沉積物跟著傾洩倒入灣區。
雖然利圖亞灣此前已有多次大海嘯的紀錄，不過1958年的此次才是第一回有完善紀錄資料的事件。

## 利圖亞灣

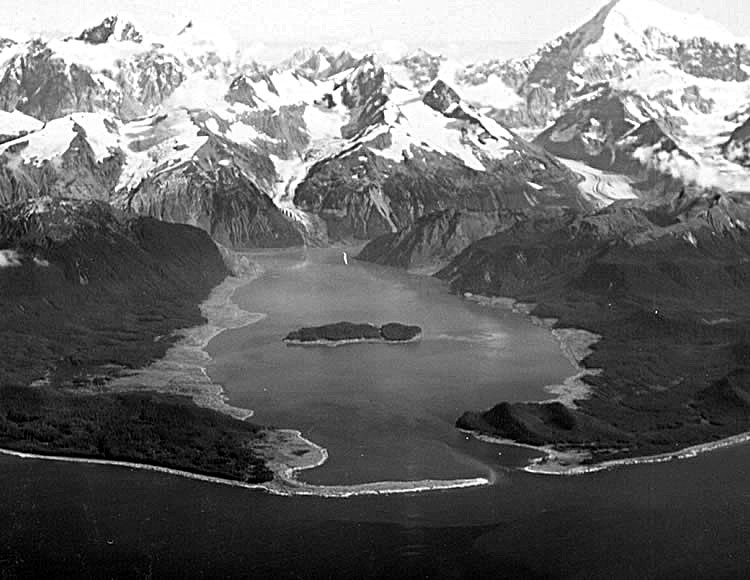
利圖亞灣海嘯過後的空拍圖，從空拍圖可見海灣兩岸有較明亮的土地，便是海嘯將樹木沖刷的結果。

發生海嘯與地震的利圖亞灣是阿拉斯加州南方阿拉斯加湾東北部的一個峽灣。利圖亞灣全灣呈T字形，頭尾長11.3公里，最遠的尾處寬约3.2公里。此灣是一個由冰河侵蝕而來的潮汐汊道，全灣最深處水深可達220米，但近出口處最深卻只有10公尺。之所以在尾處會分出兩個構成T字形「手臂」的兩個小灣來自於夏落蒂皇后轉形斷層的平移作用。在過去的150年中，利圖亞灣還有另外3個確信浪高超過50米的海嘯，分別為：1854年（120米），1899年（61米）以及1936年（150米），但都沒有比1958年那次海嘯來得高。

## 地震
本次地震的主震來自於夏落蒂皇后斷層的平移作用，地震矩規模8.3、芮氏規模7.8，最高震度在麥加利地震烈度表上達到XI度。1958年利圖亞灣地震的震央位於北緯58.6°，西經137.1°，鄰近費委德山，距離夏落蒂皇后斷層的地表出露約12公里，在利圖亞灣東南部21公里。本次地震是此地區50年來最強的地震：上一次的亞卡塔格角地震（芮氏規模8.2级）發生在1899年。地震的震波傳遍了阿拉斯加東南部，有感地震最遠到了華盛頓洲的西雅圖和加拿大育空地區的白馬市。

## 海嘯

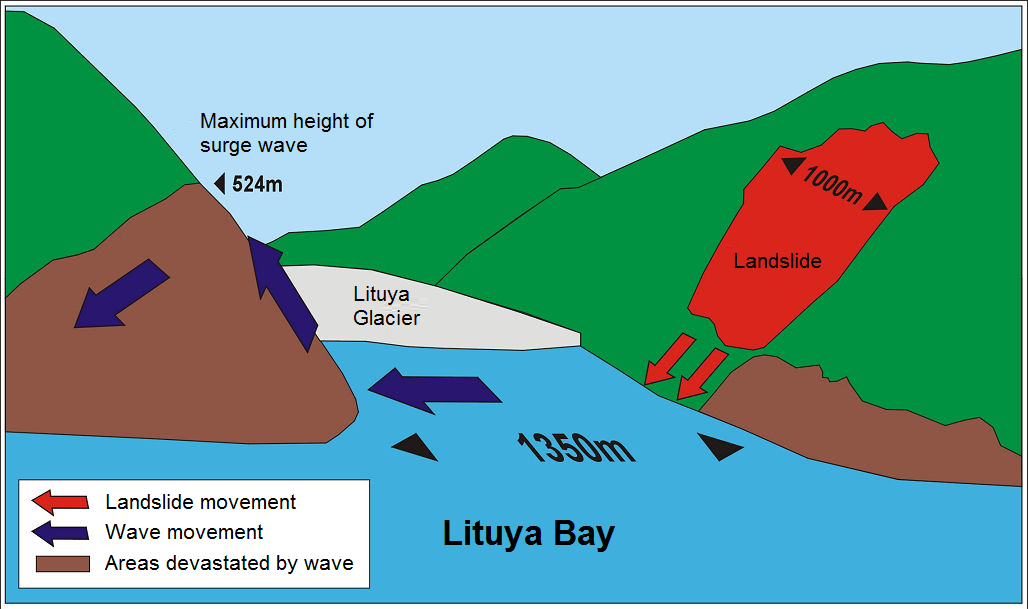
岩石衝落山壁，激發海嘯的示意圖。

地震發生後，大量岩體和冰塊落入利圖亞灣T字形左上角的吉爾伯特峽灣（英語：Gilbert Inlet），形成大海嘯。此次海嘯造成了2人死亡，两名受害者當時在海灣中。利圖亞灣周圍人口稀疏，160公里外的阿拉斯加州亞庫塔特當時是震央附近人口較多的小鎮。該地的橋梁、船舶和油管等設施皆遭受破壞，一座水塔和一棟木屋崩塌。100公里處的佩利肯和200公里外的錫特卡出現輕微損傷。連接安克拉治與美國本土的的海底纜線也在地震後短路。

## 利圖亞灣發生大海嘯的歷史

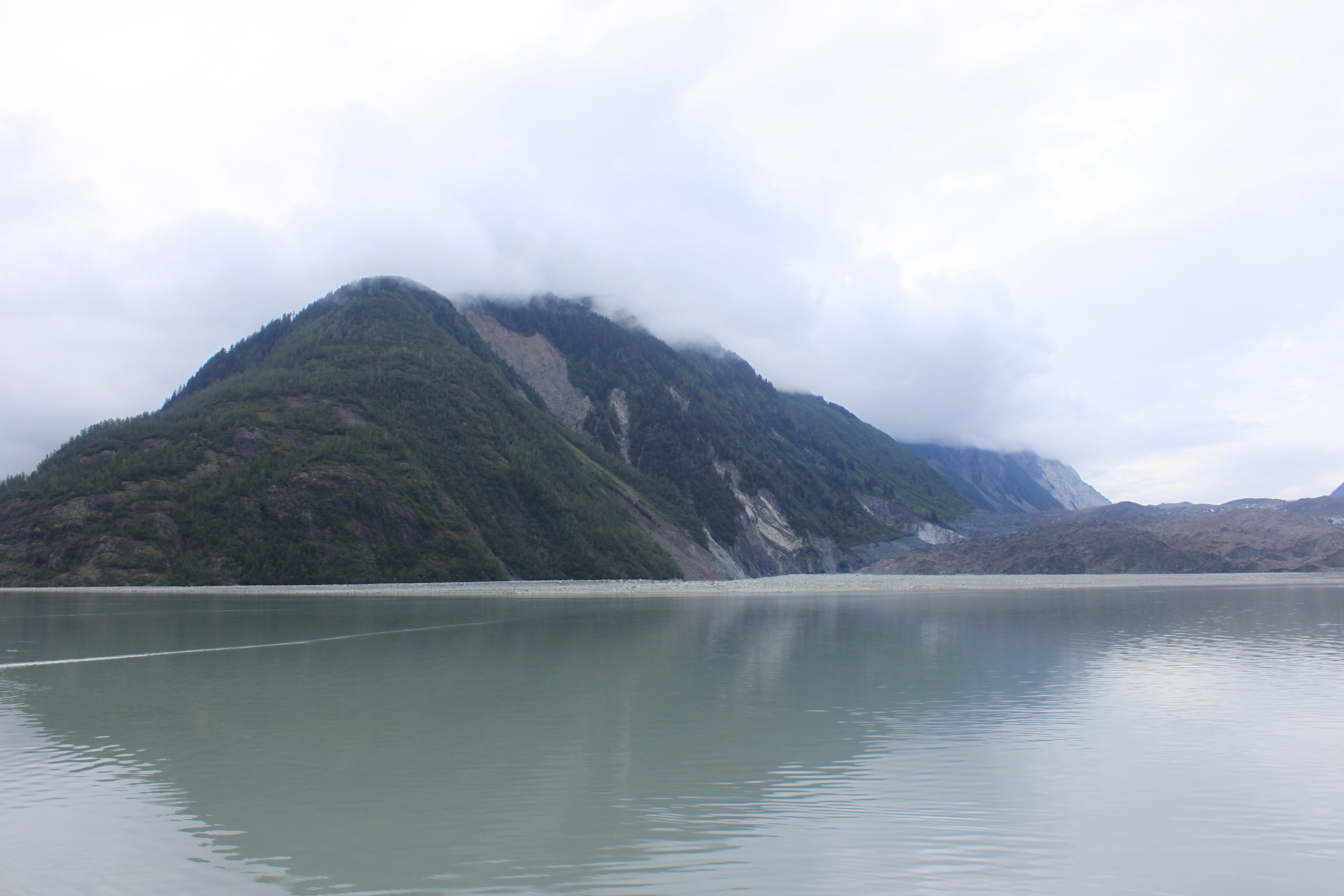
1958年利圖亞灣（照片右側水域）海嘯造成的影響在2010年仍然可見:
注意靠近雲層處的深綠色針葉林與下方的海嘯後新生植被有著可見的界線。

目前學界認為，在過去的150年中，利圖亞灣曾發生過5次大海嘯事件。
- 第一起大海嘯發生的證據來自於發現本海灣的法國探險家尚-弗朗索瓦·德·加勞普（英语：Jean Francois de Galaup）（月球上有一座以他命名的環形山）1786年的日誌。記錄中提及海灣沿岸的所有樹木、植被的喪失以及森林界線的切斷[10]。
- 根據後期照片記錄整理，在1854年和1916年「發生過至少一次，並有很大機會是兩次的大海嘯」[10]。
- 在1936年又曾發生過一次高達150公尺的大海嘯。那一次大海嘯摧毀了此前所有大海嘯遺留的證據[10]。
- 最後一次是1958年的本次大海嘯。

## 註解
1. ↑  也有來源估計為0.81億公噸，例如Fradin, Judy; Fradin, Dennis.  [Witness To Disaster]. 台北市: 大石國際. 2012. ISBN 9789868813656.，關於該段落的節錄可以在. National Geographic 國家地理. 2016-11-21  [2019-02-22]. （原始内容存档于2019-03-01） （中文（臺灣））.中找到。

## 延伸閱讀
網站
- （英語）Gary Griggs, Our Ocean Backyard: Tsunami rocked Alaska's Lituya Bay in 1958, Santa Cruz Sentinel, April 9, 2011
- （英語）Dave Kiffer, Surviving the Biggest Wave Ever 50 Years Ago, 1,700 Foot Wave Devastated Lituya Bay（页面存档备份，存于）, SitNews, July 8, 2008.
- （英語）Howard Ulrich, What It Feels Like...to Survive a Tsunami, Esquire, August 1, 2004.
- （英語）Sonny and Howard Ulrich Video retelling of their surviving the event & simulated megatsunami（页面存档备份，存于）

紀錄片
- （英語）Horizon, BBC, first broadcast 12 October 2000. (Mega-tsunami: Wave of Destruction（页面存档备份，存于）)

58°38′N 137°34′W / 58.633°N 137.567°W